# João Baptista Martins
Pour les articles homonymes, voir Baptista et Martins.
João Martins, de son nom complet João Baptista Martins, est un joueur de football portugais né le 3 septembre 1927 à Sines au Portugal et mort le 18 novembre 1993. Dans sa carrière, il évolue au poste de milieu de terrain.

## Biographie
Il est notamment connu pour avoir inscrit le premier but de l'histoire de la Coupe des clubs champions européens, en 1955-1956, à la 14e minute du huitième de finale Sporting - Partizan Belgrade.

## Palmarès
Avec le Sporting Portugal :
- Champion du Portugal en 1948, 1949, 1951, 1952, 1953, 1954 et 1957
- Vainqueur de la Coupe du Portugal en 1954